# Europese kampioenschappen kunstschaatsen 1924
De Europese Kampioenschappen kunstschaatsen 1924 was de 23 editie van het jaarlijks terugkerend evenement dat wordt georganiseerd door de Internationale Schaatsunie. Het werd gehouden in Davos, Zwitserland. Het was de vijfde keer dat het kampioenschap in Davos plaatsvond, eerder werden de kampioenschappen van 1899, 1904, 1906 en 1922 er gehouden.

## Historie
De Duitse en Oostenrijkse schaatsbond, verenigd in de "Deutscher und Österreichischer Eislaufverband", organiseerden zowel het eerste EK Schaatsen voor mannen als het eerste EK Kunstschaatsen voor mannen in 1891 in Hamburg, in toen nog het Duitse Keizerrijk, nog voor het ISU in 1892 werd opgericht. De internationale schaatsbond nam in 1892 de organisatie van het EK kunstschaatsen over. In 1895 werd besloten voortaan het WK kunstschaatsen te organiseren en kwam het EK te vervallen. In 1898, na twee jaar onderbreking, vond toch weer een herstart plaats van het EK kunstschaatsen.
De vrouwen en paren zouden vanaf 1930 jaarlijks om de Europese titel strijden. De ijsdansers streden vanaf 1954 om de Europese titel in het kunstschaatsen.

## Deelname
Er namen negen mannen uit vier landen deel aan dit kampioenschap.
Werner Rittberger nam voor de vierde keer deel aan het EK. Voor Fritz Kachler was het zijn derde deelname en voor Ludwig Wrede, Georg Gautschi en Arthur Vieregg hun tweede. Vier mannen maakten hun debuut op het EK.
| Duitsland (4) Oostenrijk (3) Verenigd Koninkrijk (1) Zwitserland (1) |

## Medaille verdeling
Fritz Kachler veroverde zijn tweede Europese titel, ook in 1914 werd hij Europees kampioen, het was zijn derde medaille, in 1922 werd hij tweede. Ludwig Wrede op de tweede plaats veroverde zijn eerste medaille. Voor Werner Rittberger op plaats drie was het zijn derde medaille, in 1910 werd hij tweede en in 1911 derde.
| Discipline | Goud          | Zilver       | Brons             |
| ---------- | ------------- | ------------ | ----------------- |
| Mannen     | Fritz Kachler | Ludwig Wrede | Werner Rittberger |

## Uitslagen

### Mannen
| Goud   | Fritz Kachler (3)     | Vlag van Oostenrijk          |  |
| Zilver | Ludwig Wrede (2)      | Vlag van Oostenrijk          |  |
| Brons  | Werner Rittberger (4) | Vlag van Duitsland           |  |
| 4      | Otto Preissecker      | Vlag van Oostenrijk          |  |
| 5      | John Page             | Vlag van Verenigd Koninkrijk |  |
| 6      | Paul Franke           | Vlag van Duitsland           |  |
| 7      | Georg Gautschi (2)    | Vlag van Zwitserland         |  |
| 8      | Arthur Vieregg (2)    | Vlag van Duitsland           |  |
| 9      | Fritz Schober         | Vlag van Duitsland           |  |

Medaillewinnaars

Mannen · 
Vrouwen ·
Paren · 
IJsdansen

Toernooi

1891 · 
1892 · 
1893 · 
1894 · 
1895 · 
1896-1897 · 
1898 · 
1899 · 
1900 · 
1901 · 
1902-1903 · 
1904 · 
1905 · 
1906 · 
1907 · 
1908 · 
1909 · 
1910 · 
1911 · 
1912 · 
1913 · 
1914 · 
1915-1921 · 
1922 · 
1923 · 
1924 · 
1925 · 
1926 · 
1927 · 
1928 · 
1929 · 
1930 · 
1931 · 
1932 · 
1933 · 
1934 · 
1935 · 
1936 · 
1937 · 
1938 · 
1939 ·
1940-1946 · 
1947 · 
1948 · 
1949 · 
1950 · 
1951 · 
1952 · 
1953 · 
1954 · 
1955 · 
1956 · 
1957 · 
1958 · 
1959 · 
1960 · 
1961 · 
1962 · 
1963 · 
1964 · 
1965 · 
1966 · 
1967 · 
1968 · 
1969 · 
1970 · 
1971 · 
1972 · 
1973 · 
1974 · 
1975 · 
1976 · 
1977 · 
1978 · 
1979 · 
1980 · 
1981 · 
1982 · 
1983 · 
1984 · 
1985 · 
1986 · 
1987 · 
1988 · 
1989 · 
1990 · 
1991 · 
1992 · 
1993 · 
1994 · 
1995 ·
1996 · 
1997 · 
1998 · 
1999 · 
2000 · 
2001 · 
2002 · 
2003 · 
2004 · 
2005 · 
2006 ·
2007 ·
2008 ·
2009 ·
2010 ·
2011 ·
2012 ·
2013 ·
2014 ·
2015 ·
2016 ·
2017 ·
2018 ·
2019 ·
2020 ·
2021 · 
2022 · 
2023 · 
2024 · 
2025

WK kunstschaatsen ·
WK kunstschaatsen junioren ·
Viercontinentenkampioenschap ·
Olympische Spelen